# Vaejovis carolinianus
Espèce
Synonymes
- Scorpio carolinianus Beauvois, 1805
- Vaejovis carolinus C. L. Koch, 1842
- Vaejovis asperulus C. L. Koch, 1842

Vaejovis carolinianus est une espèce de scorpions de la famille des Vaejovidae.

## Distribution
Cette espèce est endémique des États-Unis. Elle se rencontre en Louisiane, au Mississippi, en Alabama, en Géorgie, au Tennessee, au Kentucky, dans l'Ouest de la Caroline du Sud, dans l'Ouest de la Caroline du Nord et dans l'Ouest de la Virginie.

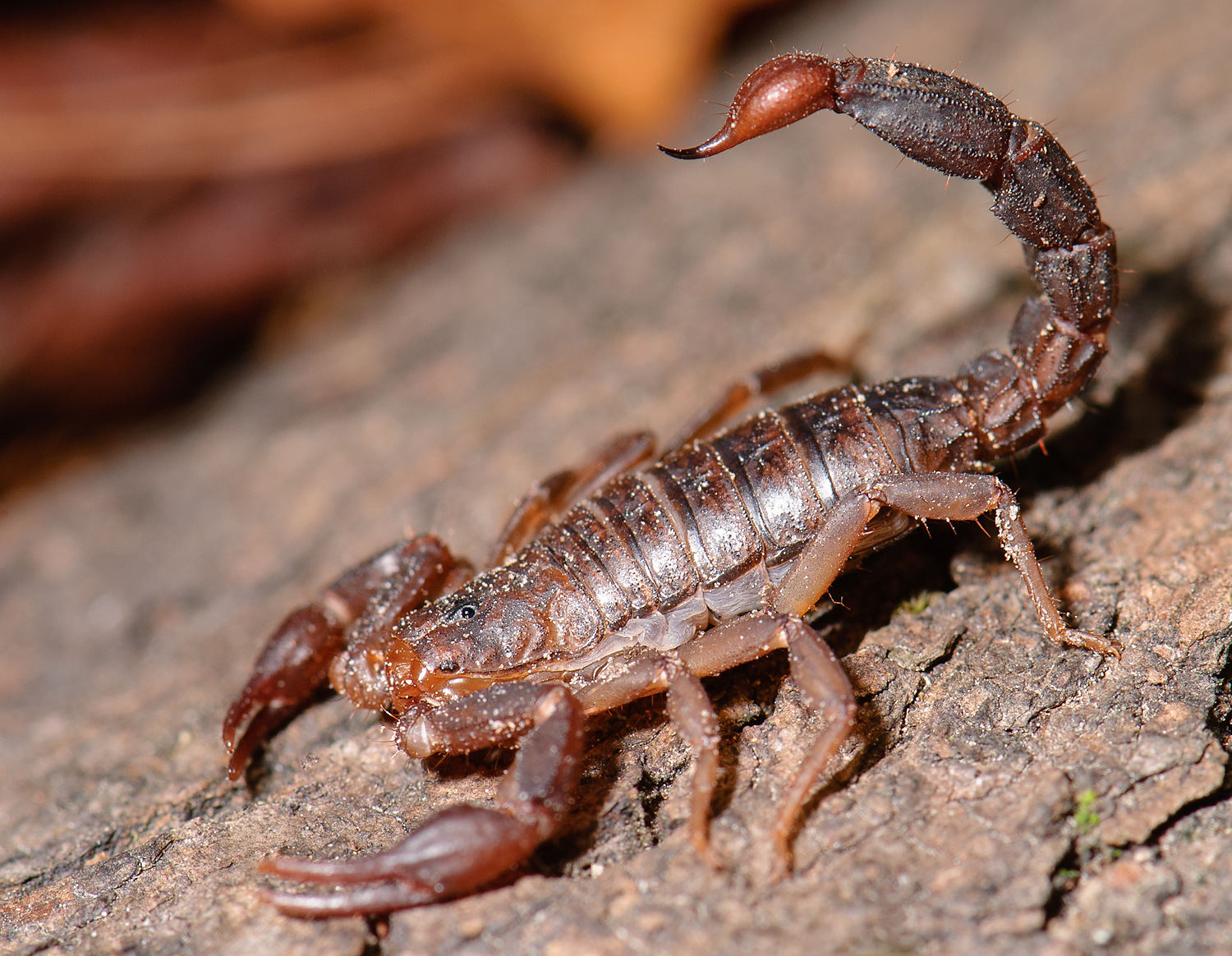
Vaejovis carolinianus

## Systématique et taxinomie
Cette espèce a été décrite sous le protonyme Scorpio carolinianus par Beauvois en 1805. Elle est placée dans le genre Vaejovis par C. L. Koch en 1842.

## Étymologie
Son nom d'espèce lui a été donné en référence au lieu de sa découverte, Les Carolines.

## Publication originale
- Beauvois, 1805 : Insectes recueillis en Afrique et en Amérique, dans les royaumes d'Oware et de Benin, à Saint-Domingue et dans les États-Unis, pendant les années 1786-1797. Paris, De l'Imprimerie de Fain et Compagnie, p. 1-276.